# Брига
Брига (словен. Briga) — поселення в общині Костел, регіон Південно-Східна Словенія, Словенія. Висота над рівнем моря: 554,3 м.